# روبيرتو اولابي
روبيرتو اولابي (بالإسبانية: Roberto Olabe) (20 أكتوبر 1967 بفيتوريا-غاستيز في إسبانيا - ) هو مدرب كرة قدم ولاعب كرة قدم إسباني في مركز حراسة المرمى. لعب مع ديبورتيفو ألافيس وريال سوسيداد ونادي سالامانكا ونادي ميرانديس.

## روابط خارجية
- روبيرتو اولابي على موقع قاعدة بيانات كرة القدم.إي يو (الإنجليزية)